# Senegalimassilia anaerobia
Senegalimassilia anaerobia es una bacteria grampositiva del género Senegalimassilia. Fue descrita en el año 2014, es la especie tipo. Su etimología hace referencia a anaerobia. Es anaerobia estricta y móvil. Tiene un tamaño de 0,7 μm de ancho por 1,56 μm de largo. Forma colonias transparentes y lisas en agar sangre. Temperatura óptima de crecimiento de 37 °C. Catalasa y oxidasa negativas. Es sensible a amoxicilina, imipenem, metronidazol y gentamicina. Resistente a trimetoprim/sulfametoxazol. Tiene un genoma de 2,3 Mpb y un contenido de G+C de 60,9%. Se ha aislado de heces de un paciente sano en Senegal. 